# Palpomyia craponnei
Palpomyia craponnei är en tvåvingeart som beskrevs av Clastrier 1926. Palpomyia craponnei ingår i släktet Palpomyia och familjen svidknott. Inga underarter finns listade i Catalogue of Life.